# 江西省博物馆
江西省博物馆是中华人民共和国江西省的大型综合性博物馆，位于南昌市红谷滩区，现为中国国家一级博物馆、江西省第一批古籍重点保护单位。

## 历史沿革
江西省博物馆的前身是省科学馆，1953年3月，江西省博物馆筹备处成立，1957年7月开始在南昌市八一广场南端建造陈列馆舍，1961年7月1日正式开馆。1978年，江西革命历史博物馆改称江西革命博物馆，江西省博物馆改称江西历史博物馆。1981年，两馆合并，仍称江西省博物馆。1999年10月1日，新洲路馆落成开放。2020年9月27日，位于南昌市红谷滩区凤凰洲的新馆开放。

## 新馆格局
新馆为江西省文化中心三大馆之一，以方盒为建筑原型，寓意为宝盒，共6层，建筑面积8.6万平方米，展陈面积2.8万平方米。
- 炼形神冶瑞兽纹铜镜，唐，1975年九江县出土
- 黑陶云雷纹兽首鼎，东周，1979年贵溪仙水岩出土
- 洪州窑青瓷猪圈，西晋，瑞昌码头晋墓出土
- 七里镇窑鼓钉纹罐，宋，1986年赣州七里镇窑出土